# New Hampshire
Le New Hampshire (/n̪(j)u.ɑ̃p.ʃœʁ/, prononcé en anglais /nuˈhæmpʃɚ/ ) est un État des États-Unis situé dans la région de la Nouvelle-Angleterre, au nord-est du pays. Il est bordé à l'ouest par le Vermont, au nord par le Québec, à l'est par le Maine et l'océan Atlantique et au sud par le Massachusetts. Le nom « New Hampshire » provient de celui du comté du Hampshire, dans le Sud de l'Angleterre. Parmi les États américains, le New Hampshire se classe 44e pour ce qui est de la superficie de terres, 46e pour la superficie totale et 42e pour la population. Le fleuve Connecticut sert de frontière entre le New Hampshire et le Vermont. En 2019, sa population s'élève à 1 359 711 habitants.
En janvier 1776, la province du New Hampshire devint la première colonie de l'Amérique du Nord britannique à former un gouvernement indépendant de l'autorité de la Grande-Bretagne, sans pour autant avoir déclaré son indépendance à ce moment-là. Six mois plus tard, le 4 juillet, elle devint une des Treize Colonies qui firent sécession ensemble. En juin 1788, il devint le neuvième État à ratifier la Constitution des États-Unis et permit ainsi au document de prendre effet. Le New Hampshire fut le premier État américain à avoir sa propre constitution. De 1920 à 2020, le New Hampshire est le premier État à tenir une élection primaire dans le cycle des primaires présidentielles.
Concord est la capitale de l'État, tandis que Manchester est la plus grande ville. Il n'y a ni taxe sur la vente ni impôt sur le revenu au niveau de l'État ou au niveau municipal. Ses plaques d'immatriculation portent la devise « Live Free or Die » (« Vivre libre ou mourir », en français). Le surnom de l'État est « l'État du granite », qui fait référence à sa géologie, et il est parfois représenté sous les traits de « the Old Man of the Mountain » (« le Vieil homme de la Montagne »), le profil d'une falaise dans les montagnes Blanches qui ressemblait à un visage en granit (la falaise s'est écroulée en 2003).
Les attractions de loisir principales sont le ski, la motoneige et d'autres sports d'hiver, les randonnées et l'alpinisme, l'observation du feuillage automnal, les chalets près des lacs et au bord de la mer, les sports automobiles au New Hampshire Motor Speedway et la semaine motocycliste de Laconia en juin. Le sentier des Appalaches traverse l'État dans la forêt nationale de White Mountain.

## Histoire

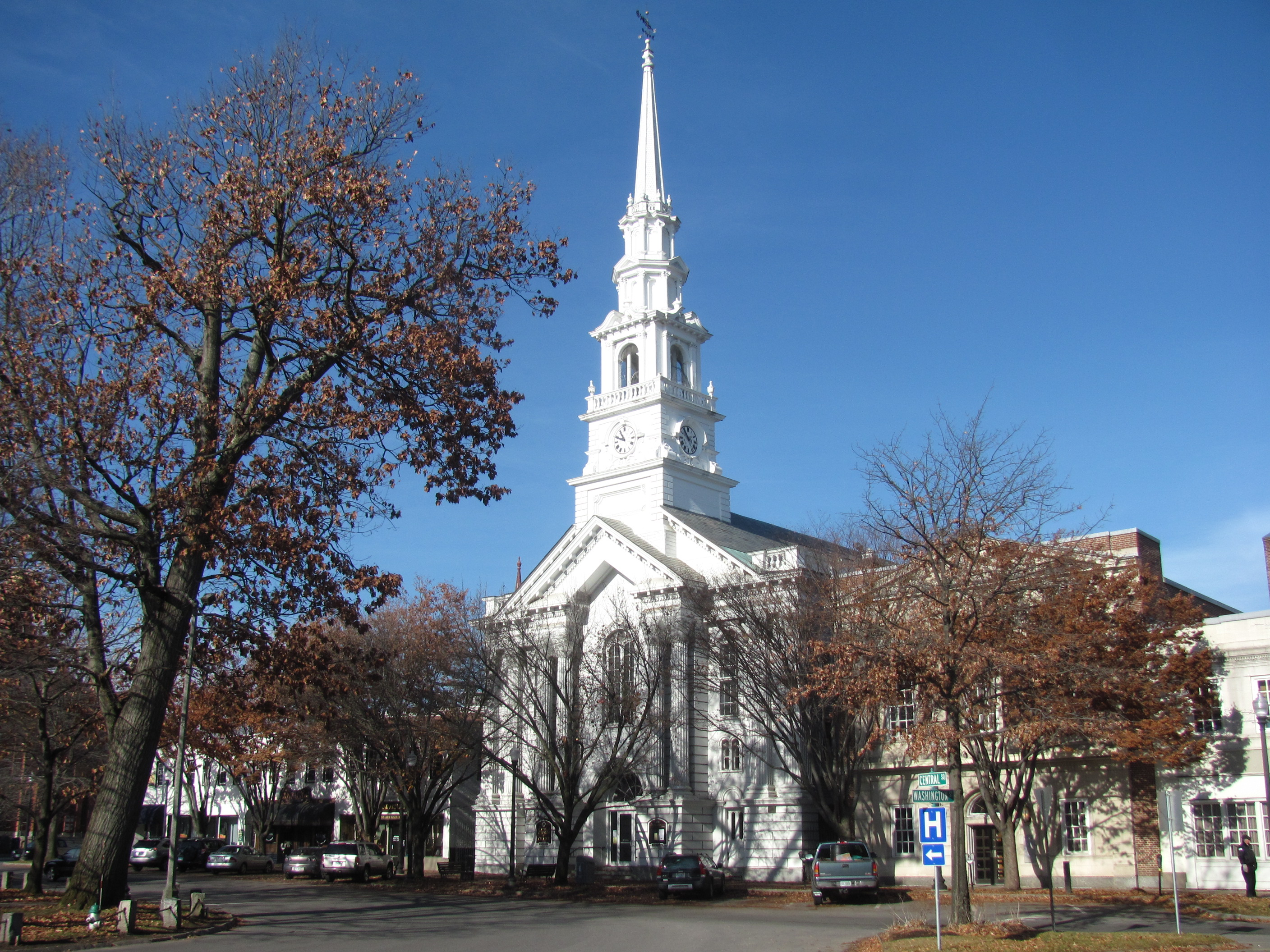
The United Church of Christ à Keene.

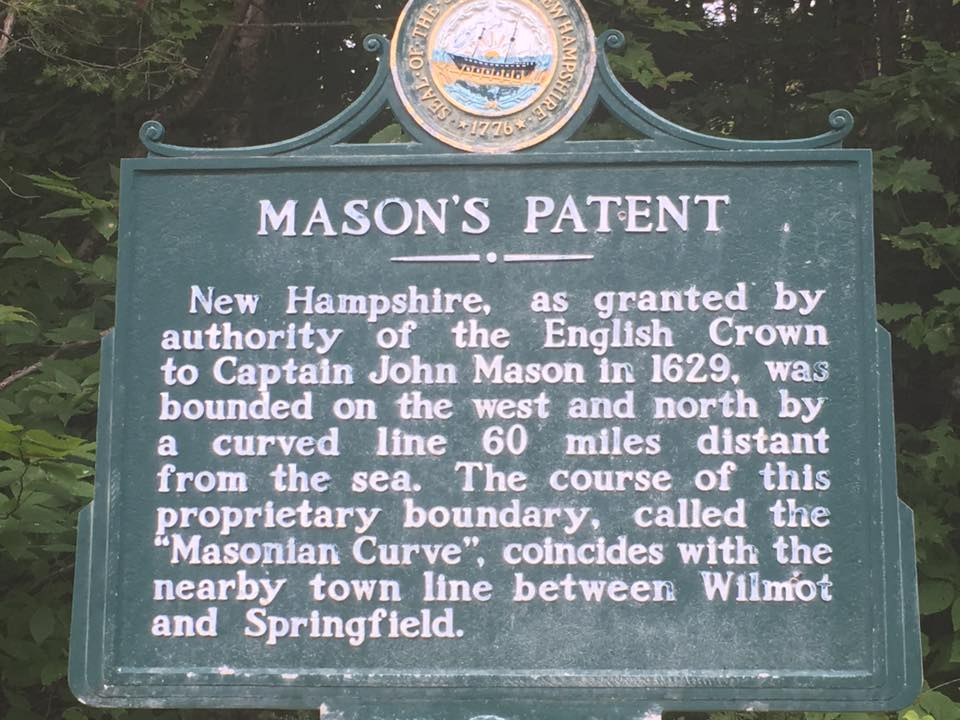
En 1623, deux groupes de colons sont envoyés au New Hampshire par John Mason.

En 1623, deux groupes de colons anglais, envoyés par le capitaine John Mason, s'établissent dans l'actuel New Hampshire, sur l'estuaire de la rivière Piscataqua. En 1638, John Wheelwright (en), exilé de Boston, fonde un village appelé Exeter. En 1639, les colons se dotent d'une charte (« Exeter Compact ») tout comme l'avaient fait avant eux les pères pèlerins de New Plymouth. Le New Hampshire reste sous l'influence de la colonie du Massachusetts avant de devenir une province royale en 1679-1698. En 1719, des colons d'origines écossaise et irlandaise débarquent dans la région. En 1741, le New Hampshire redevient indépendant, administré par le gouverneur Benning Wentworth.
Proche de la province canadienne de Québec, plus du quart de sa population a des racines canadiennes-françaises, le plus fort taux parmi les États américains.

## Géographie

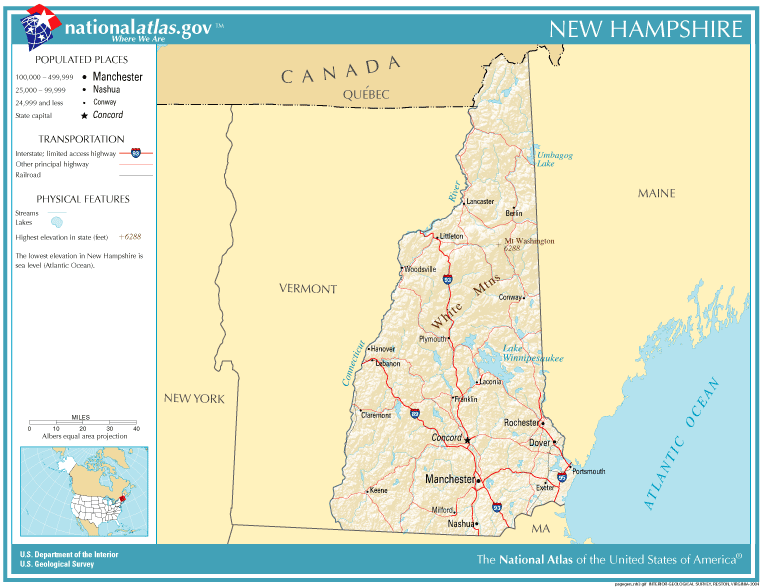
New Hampshire, ses routes, rivières et villes principales.

D'une superficie de 24 033 km2, le New Hampshire est peuplé de 1 316 470 habitants (2010). Il partage une frontière avec trois États de la Nouvelle-Angleterre, dont il fait partie — le Maine, le Vermont et le Massachusetts ; et au nord, la province canadienne de Québec. La plupart de la population vit dans la région sud de l'État, vers la frontière du Massachusetts.
Les régions les plus importantes du New Hampshire sont le Grand Bois du Nord, les montagnes Blanches, la région des lacs, dont le lac Winnipesaukee, la région de la côte, la vallée du fleuve Merrimack, la région Monadnock, et la région du Dartmouth-Lac Sunapee. Parmi les États côtiers, la longueur de la côte du New Hampshire, moins de 29 km, est la plus courte. Le Old Man of the Mountain, une formation rocheuse qui ressemblait au profil ridé et craquelé d'un vieil homme, se trouvait dans l'État jusqu'à ce qu'il s'écroule en mai 2003. Il reste le symbole de l'État du New Hampshire.
La capitale du New Hampshire est Concord. Néanmoins, les deux villes principales sont Manchester et Nashua.

## Environnement
L'abondance des coléoptères au New Hampshire aurait chuté de 83 % depuis la fin des années 1970.

## Subdivisions administratives

### Capitale

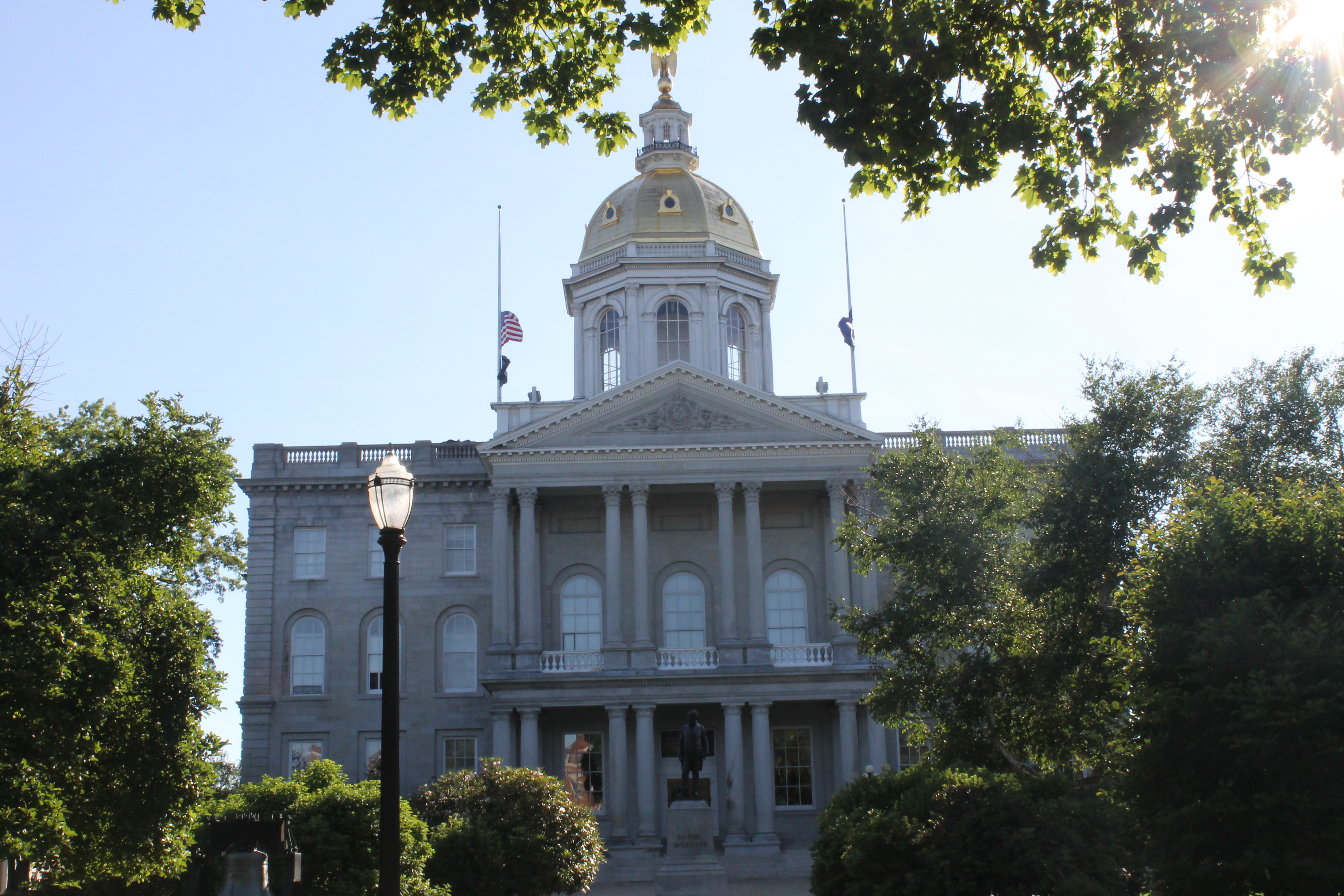
Le Capitole du New Hampshire à Concord.

C'est à partir de 1741 que la ville du Massachusetts appelée Rumford passe sous la juridiction de la province du New Hampshire. Cette opération est contestée, et la ville n'est rétrocédée au New Hampshire qu'en 1765, sous le nom de Concord. En 1808, la législature du New Hampshire s'installe à Concord,,. En 2010, Concord a une population de 42 695 habitants,.

### Comtés
L'État du New Hampshire est divisé en 10 comtés.

### Municipalités
L'État du New Hampshire compte 234 municipalités, qui ont le statut de town (221) ou de city (13). Certaines portions du territoire ne sont pas recouvertes par des municipalités, on parle de grants (8), purchases (6), townships (6) ou locations (4).

## Démographie

### Population

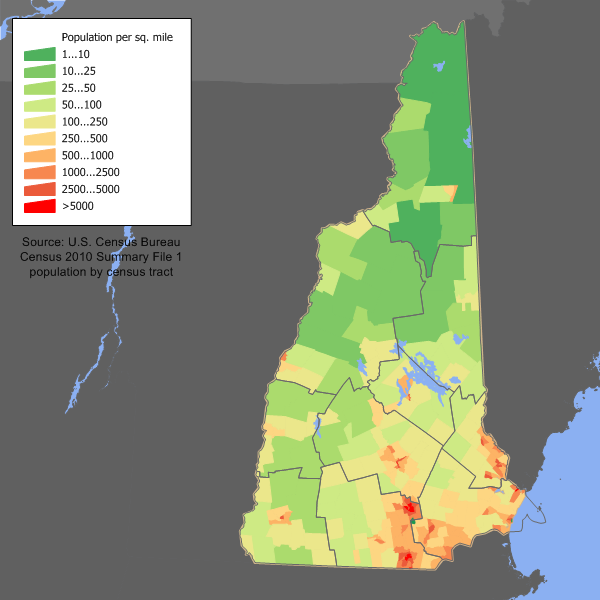
Densités de population en 2010 (en mille carré).

Le Bureau du recensement des États-Unis estime la population de l'État du New Hampshire à 1 359 711 habitants au 1er juillet 2019, soit une hausse de 3,28 % depuis le recensement des États-Unis de 2010 qui tablait la population à 1 316 470 habitants. Depuis 2010, l'État connaît la 8e croissance démographique la moins soutenue des États-Unis.
Avec 1 316 470 habitants en 2010, le New Hampshire était le 42e État le plus peuplé des États-Unis. Sa population comptait pour 0,43 % de la population du pays. Le centre démographique de l'État était localisé dans le sud du comté de Merrimack dans la ville de Pembroke.
Avec 56,77 hab./km2 en 2010, le New Hampshire était le 21e État le plus dense des États-Unis.
Le taux d'urbains était de 60,3 % et celui de ruraux de 39,7 %.
En 2010, le taux de natalité s'élevait à 9,8 ‰ (9,4 ‰ en 2012) et le taux de mortalité à 7,7 ‰ (8,1 ‰ en 2012). L'indice de fécondité était de 1,67 enfant par femme (1,61 en 2012). Le taux de mortalité infantile s'élevait à 4,0 ‰ (4,2 ‰ en 2012). La population était composée de 21,82 % de personnes de moins de 18 ans, 9,35 % de personnes entre 18 et 24 ans, 24,58 % de personnes entre 25 et 44 ans, 30,70 % de personnes entre 45 et 64 ans et 13,54 % de personnes de 65 ans et plus. L'âge médian était de 41,1 ans.
Entre 2010 et 2013, l'accroissement de la population (+ 6 990) était le résultat d'une part d'un solde naturel positif (+ 7 347) avec un excédent des naissances (41 529) sur les décès (34 182), et d'autre part d'un solde migratoire négatif (- 135) avec un excédent des flux migratoires internationaux (+ 5 631) et un déficit des flux migratoires intérieurs (- 5 766).
Selon des estimations de 2013, 93,3 % des New-Hampshirois étaient nés dans un État fédéré, dont 42,2 % dans l'État du New Hampshire et 51,0 % dans un autre État (40,9 % dans le Nord-Est, 4,1 % dans le Sud, 3,3 % dans le Midwest, 2,8 % dans l'Ouest), 1,1 % étaient nés dans un territoire non incorporé ou à l'étranger avec au moins un parent américain et 5,7 % étaient nés à l'étranger de parents étrangers (35,3 % en Asie, 25,6 % en Europe, 21,2 % en Amérique latine, 13,3 % en Amérique du Nord, 4,3 % en Afrique, 0,3 % en Océanie). Parmi ces derniers, 53,8 % étaient naturalisés américain et 46,2 % étaient étrangers,.
Selon des estimations de 2012 effectuées par le Pew Hispanic Center, l'État comptait 10 000 immigrés illégaux, soit 0,9 % de la population.
Selon le Congressional Quarterly Press, entre 2004 et 2008 le New Hampshire est l'État des États-Unis où la qualité de vie était la meilleure.

### Composition ethno-raciale et origines ancestrales
Selon le recensement des États-Unis de 2010, la population était composée de 93,89 % de Blancs, 2,16 % d'Asiatiques (0,63 % d'Indiens, 0,48 % de Chinois), 1,62 % de Métis, 1,14 % de Noirs, 0,24 % d'Amérindiens, 0,03 % d'Océaniens et 0,92 % de personnes n'entrant dans aucune de ces catégories.
Les Métis se décomposaient entre ceux revendiquant deux races (1,52 %), principalement blanche et amérindienne (0,46 %), et ceux revendiquant trois races ou plus (0,10 %).
Les non-hispaniques représentaient 97,21 % de la population avec 92,30 % de Blancs, 1,03 % de Noirs, 2,15 % d'Asiatiques, 1,37 % de Métis, 0,20 % d'Amérindiens, 0,02 % d'Océaniens et 0,14 % de personnes n'entrant dans aucune de ces catégories, tandis que les Hispaniques comptaient pour 2,79 % de la population, principalement des personnes originaires de Porto Rico (0,89 %) et du Mexique (0,59 %).
En 2010, l'État du New Hampshire avait la 4e plus forte proportion de Blancs après le Vermont (95,29 %), le Maine (95,23 %) et la Virginie-Occidentale (93,90 %) ainsi que la 4e plus forte proportion de Blancs non hispaniques après le Maine (94,42 %), le Vermont (94,32 %) et la Virginie-Occidentale (93,16 %). A contrario, l'État avait la 5e plus faible proportion d'Amérindiens après la Virginie-Occidentale (0,20 %), la Pennsylvanie (0,21 %), l'Ohio (0,22 %) et le Kentucky (0,23 %), les 6e plus faibles proportions de Noirs et d'Océaniens ainsi que la 7e plus faible proportion d'Hispaniques des États-Unis.
|                                         | 1940  | 1950  | 1960  | 1970  | 1980  | 1990  | 2000  | 2010  |
| --------------------------------------- | ----- | ----- | ----- | ----- | ----- | ----- | ----- | ----- |
| Blancs                                  | 99,89 | 99,82 | 99,57 | 99,38 | 98,86 | 98,03 | 96,04 | 93,89 |
| ———Non hispaniques                      |       |       |       |       | 98,36 | 97,32 | 95,10 | 92,30 |
| Asiatiques (et Océaniens jusqu'en 1990) | 0,01  | 0,02  | 0,07  | 0,15  | 0,32  | 0,84  | 1,29  | 2,16  |
| ———Non hispaniques                      |       |       |       |       |       |       | 1,28  | 2,15  |
| Noirs                                   | 0,08  | 0,14  | 0,31  | 0,34  | 0,43  | 0,65  | 0,73  | 1,14  |
| ———Non hispaniques                      |       |       |       |       |       |       | 0,68  | 1,03  |
| Autres                                  | 0,01  | 0,02  | 0,05  | 0,13  | 0,39  | 0,48  | 1,94  | 2,81  |
| ———Non hispaniques                      |       |       |       |       |       |       | 1,28  | 1,73  |
| Hispaniques (toutes races confondues)   |       |       |       |       | 0,61  | 1,02  | 1,66  | 2,79  |

En 2013, le Bureau du recensement des États-Unis estime la part des non hispaniques à 96,8 %, dont 91,4 % de Blancs, 2,4 % d'Asiatiques, 1,7 % de Métis et 1,0 % de Noirs, et celle des Hispaniques à 3,2 %.
En 2000, les New-Hampshirois s'identifiaient principalement comme étant d'origine irlandaise (19,4 %), anglaise (18,1 %), française (14,6 %), canadienne-française (10,3 %), allemande (8,6 %), italienne (8,6 %), américaine (6,0 %), écossaise (4,4 %) et polonaise (4,1 %).
En 2000, l'État avait les plus fortes proportions de personnes d'origine française et canadienne-française, la 2e plus forte proportion de personnes d'origine irlandaise, la 4e plus forte proportion de personnes d'origine écossaise, les 5e plus fortes proportions de personnes d'origine anglaise et portugaise ainsi que les 8e plus fortes proportions de personnes d'origine italienne et scot d'Ulster.
L'État abrite la 34e communauté juive des États-Unis. Selon le North American Jewish Data Bank, l'État comptait 10 120 Juifs en 2013 (4 000 en 1971), soit 0,8 % de la population. Ils se concentraient principalement dans les agglomérations de Manchester-Nashua (5 100), Boston-Cambridge-Newton (2 700), Claremont-Lebanon (885) et Concord (835).
Les Hispaniques étaient principalement originaires de Porto Rico (32,0 %), du Mexique (21,3 %), de la République dominicaine (12,2 %), de la Colombie (5,2 %) et de Cuba (3,7 %). Composée à 57,2 % de Blancs, 9,1 % de Métis, 3,8 % de Noirs, 1,2 % d'Amérindiens, 0,5 % d'Asiatiques, 0,1 % d'Océaniens et 28,0 % de personnes n'entrant dans aucune de ces catégories, la population hispanique représentait 15,7 % des Métis, 14,5 % des Amérindiens, 14,3 % des Océaniens, 9,4 % des Noirs, 1,7 % des Blancs, 0,6 % des Asiatiques et 85,1 % des personnes n'entrant dans aucune de ces catégories.
L'État avait la 8e plus forte proportion de personnes originaires de la République dominicaine.
Les Asiatiques s'identifiaient principalement comme étant Indiens (29,1 %), Chinois (22,4 %), Viêts (8,7 %), Philippins (7,7 %), Coréens (7,7 %) et Japonais (3,0 %).
Les Métis se décomposaient entre ceux revendiquant deux races (93,8 %), principalement blanche et amérindienne (28,5 %), blanche et noire (23,5 %), blanche et asiatique (23,1 %) et blanche et autre (10,5 %), et ceux revendiquant trois races ou plus (6,2 %).

### Religions
| Religion                    | New Hampshire | États-Unis |
| --------------------------- | ------------- | ---------- |
| Catholicisme                | 26            | 20,8       |
| Non-affiliés                | 23            | 15,8       |
| Protestantisme traditionnel | 16            | 14,7       |
| Protestantisme évangélique  | 13            | 25,4       |
| Agnosticisme                | 7             | 4,0        |
| Athéisme                    | 6             | 3,1        |
| Témoins de Jéhovah          | 2             | 0,8        |
| Judaïsme                    | 2             | 1,9        |
| Autres                      | 5             | 13,5       |

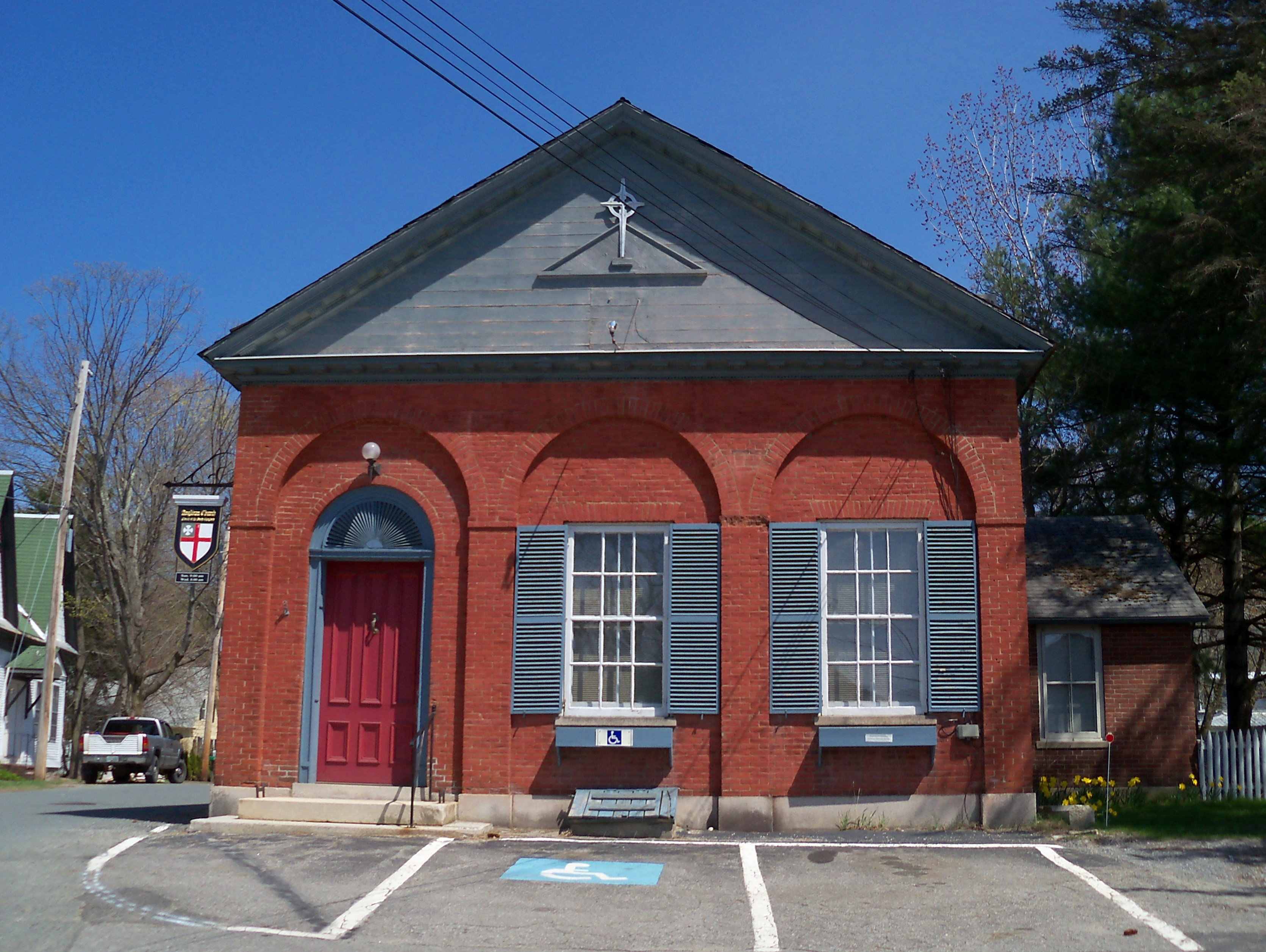
L'église anglicane Good Shepherd à Charlestown au New-Hampshire.

Selon l'institut de sondage The Gallup Organization, en 2015, 20 % des habitants du New Hampshire se considèrent comme « très religieux » (40 % au niveau national), 24 % comme « modérément religieux » (29 % au niveau national) et 55 % comme « non religieux » (31 % au niveau national).
Les descendants des Puritains (Congrégationnalistes, surtout membres de l'Église unie du Christ), qui ont fondé cet État de la Nouvelle-Angleterre au XVIIe siècle, sont aujourd'hui largement marginalisés face aux autres protestants et aux catholiques.

### Langues
| Langue   | 1990    | 2000    | 2010    | 2018    |
| -------- | ------- | ------- | ------- | ------- |
| Anglais  | 91,33 % | 91,81 % | 92,67 % | 92,25 % |
| Français | 5,00 %  | 3,41 %  | 2,16 %  | 1,32 %  |
| Espagnol | 0,94 %  | 1,61 %  | 2,19 %  | 2,40 %  |
| Autres   | 2,73 %  | 3,17 %  | 2,99 %  | 4,03 %  |

#### Minorité francophone
Le français est parlé particulièrement dans le Nord, près de la frontière québécoise. En 2015, dans le comté de Coös, 9,6 % de la population parle le français à la maison.

### Agglomérations
L'État est en partie intégré au BosWash, une mégalopole s'étendant sur plusieurs États du Nord-Est des États-Unis entre Boston et Washington.

#### Aires métropolitaines et micropolitaines
Le Bureau de la gestion et du budget a défini deux aires métropolitaines et cinq aires micropolitaines dans, ou en partie, dans l'État du New Hampshire.
| Zone urbaine                   | Population (2010)   | Population (2013)   | Variation (2010-2013) | Rang national (2013) |
| ------------------------------ | ------------------- | ------------------- | --------------------- | -------------------- |
| Boston-Cambridge-Newton, MA-NH | 418 366 (4 552 402) | 423 727 (4 684 299) | 1,3 % (2,9 %)         | (10)                 |
| Manchester-Nashua, NH          | 400 721             | 403 895             | 0,8 %                 | 131                  |

| Zone urbaine             | Population (2010) | Population (2013) | Variation (2010-2013) | Rang national (2013) |
| ------------------------ | ----------------- | ----------------- | --------------------- | -------------------- |
| Concord, NH              | 146 445           | 146 849           | 0,3 %                 | 6                    |
| Claremont-Lebanon, NH-VT | 132 860 (218 466) | 132 613 (217 595) | -0,2 % (-0,4 %)       | (1)                  |
| Keene, NH                | 77 117            | 76 610            | -0,7 %                | 78                   |
| Laconia, NH              | 60 088            | 60 179            | 0,2 %                 | 149                  |
| Berlin, NH-VT            | 33 055 (39 361)   | 31 997 (38 208)   | -3,2 % (-2,9 %)       | (334)                |

En 2010, 96,4 % des New-Hampshirois résidaient dans une zone à caractère urbain, dont 62,2 % dans une aire métropolitaine et 34,1 % dans une aire micropolitaine.

#### Aire métropolitaine combinée
Le Bureau de la gestion et du budget a également défini une aire métropolitaine combinée en partie dans l'État du New Hampshire.
| Zone urbaine                             | Population (2010)     | Population (2013)     | Variation (2010-2013) | Rang national (2013) |
| ---------------------------------------- | --------------------- | --------------------- | --------------------- | -------------------- |
| Boston-Worcester-Providence, MA-RI-NH-CT | 1 025 620 (7 893 376) | 1 034 650 (8 041 303) | 0,9 % (1,9 %)         | (6)                  |

## Parcs nationaux

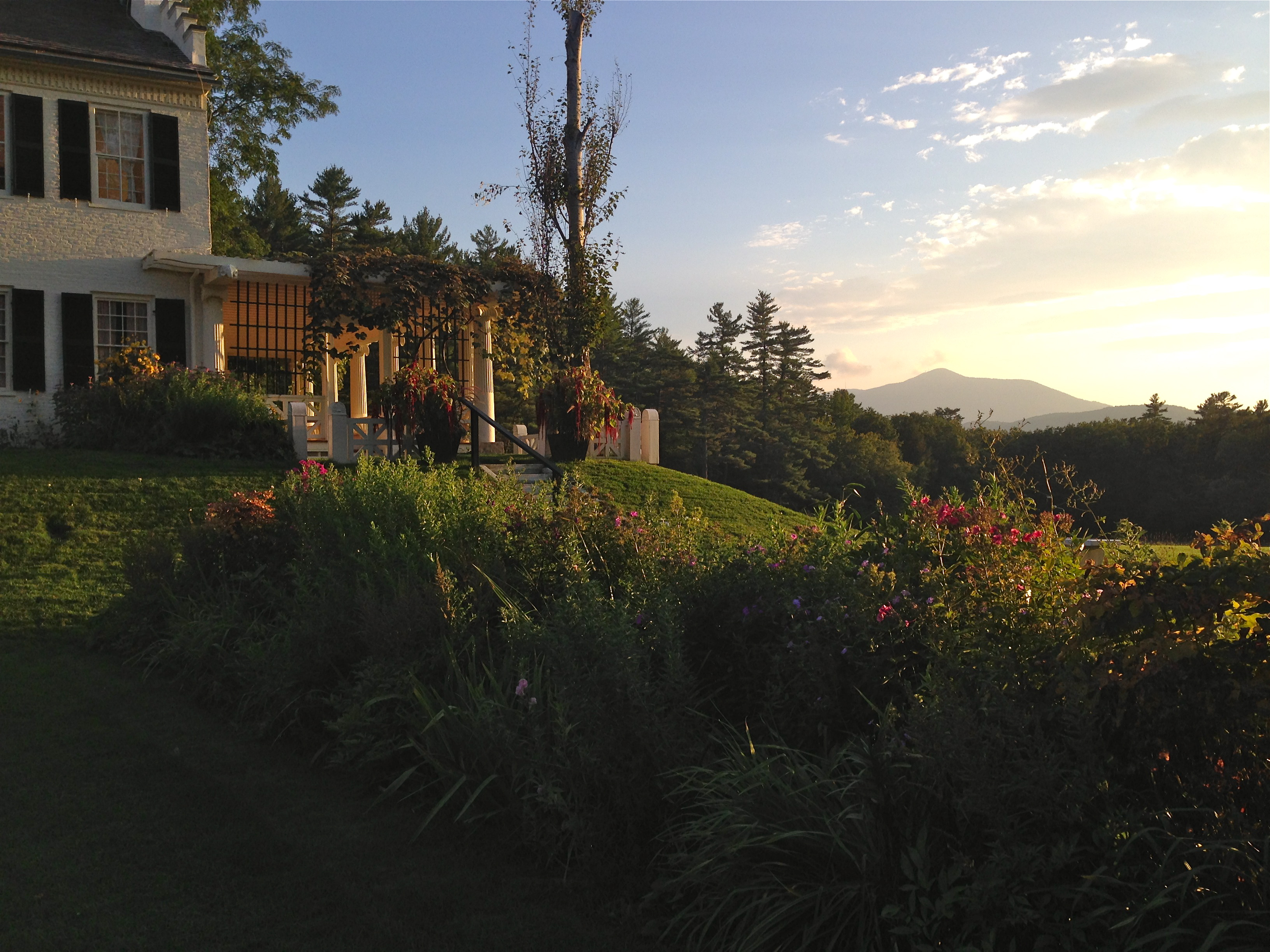
Le site historique national de Saint-Gaudens.

Le New Hampshire compte deux parc nationaux :
- le sentier national Appalachian
- le site historique national de Saint-Gaudens.

## Politique
| Gouvernement du New Hampshire | Gouvernement du New Hampshire | Gouvernement du New Hampshire | Gouvernement du New Hampshire | Gouvernement du New Hampshire | Gouvernement du New Hampshire | Gouvernement du New Hampshire | Gouvernement du New Hampshire | Législature d'État        | Législature d'État | Congrès fédéral           | Congrès fédéral |
| Gouverneur                    | Gouverneur                    | Secrétaire d'État             | Secrétaire d'État             | Procureur général             | Procureur général             | Trésorier                     | Trésorier                     | Chambre des représentants | Sénat              | Chambre des représentants | Sénat           |
| ----------------------------- | ----------------------------- | ----------------------------- | ----------------------------- | ----------------------------- | ----------------------------- | ----------------------------- | ----------------------------- | ------------------------- | ------------------ | ------------------------- | --------------- |
|                               | Chris Sununu (R)              |                               | Dave Scanlan (R)              |                               | Gordon MacDonald (R)          |                               | William Dwyer                 | D : 178, R : 222          | D : 8, R : 16      | D : 2                     | D : 2           |

Le New Hampshire est de tradition républicaine et a la réputation d'être l'État le plus conservateur de la Nouvelle-Angleterre. Le New Hampshire est l'État qui a été sélectionné pour lancer le Free State Project. C'est aussi un des deux États de la Nouvelle-Angleterre (avec le Connecticut) à autoriser la peine de mort dans sa législation, bien qu'elle n'y ait pas été appliquée depuis 1976 (voir section concernée peine de mort par État des États-Unis).
Les bastions démocrates du New Hampshire se trouvent dans la vallée du Connecticut, au sud-ouest de l'État, et sur la côte atlantique, au sud-est. Les électeurs républicains se concentrent entre ces deux régions, notamment dans les banlieues de Nashua et Manchester.

### Élections présidentielles

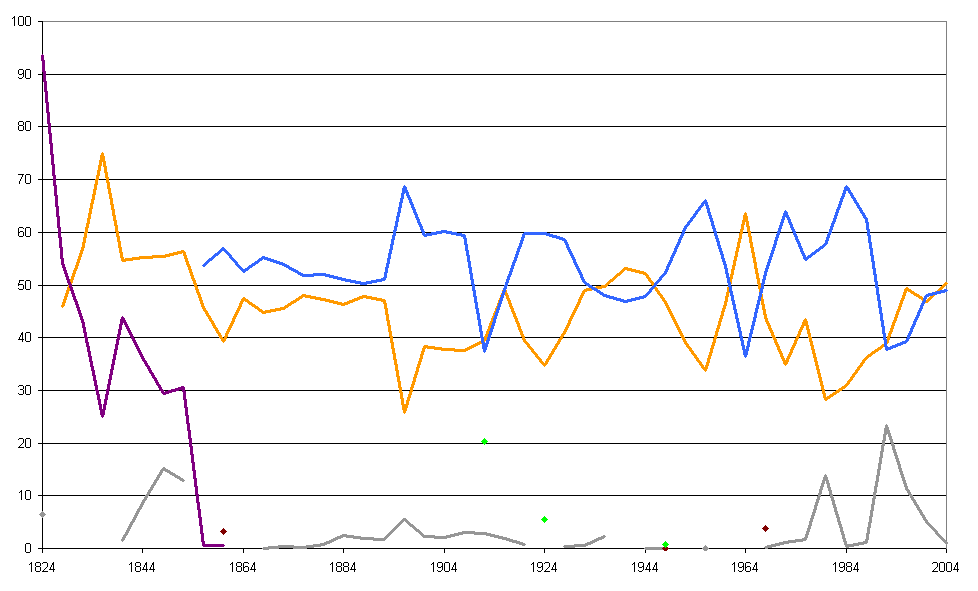
Résultat des partis politiques aux élections présidentielles de 1824 à 2004.
Le New Hampshire, plus conservateur que le reste de la Nouvelle-Angleterre, a été dominé par le Parti Républicain (bleu) jusqu'en 1964. Depuis 1992, l'État est un « swing State », dont les résultats sont extrêmement serrés.

En 1920, le New Hampshire devient le premier État a tenir une primaire (et obtient son nom de « First in the Nation »). En 1979, la législature de l'État vote une loi qui fixe la date de la primaire dans cet État avant toutes les autres primaires du pays. Mais comme l'Iowa organise un caucus et non une primaire, il garde sa première place dans l'ordre global.
En 2023, le Parti démocrate change l'ordre des primaires car le New Hampshire, État peu peuplé et très majoritairement de blancs (à plus de 90 %), représente peu la démographie des États-Unis. La Caroline du Sud est choisie pour être la première primaire au niveau national, suivie par le New Hampshire et le Nevada quelques jours plus tard en février. Néanmoins les démocrates du New Hampshire menacent, pour suivre la loi de leur État, de tenir leur primaire avant celle de Caroline du Sud lors des primaires présidentielles démocrates de 2024. Le Parti républicain conserve le calendrier électoral qui fait du New Hampshire le premier État à organiser une primaire.
Pour les élections présidentielles, les électeurs du New Hampshire ont souvent voté pour les républicains. Entre 1860 et 1992, les républicains l'ont remporté à 27 reprises tandis que les démocrates ne l'ont remporté qu'à 6 reprises (2 fois avec Woodrow Wilson, 3 fois avec Franklin Delano Roosevelt et une fois avec Lyndon B. Johnson).
Cependant, depuis les élections présidentielles de 1992, remportées par le démocrate Bill Clinton, l'État est devenu nationalement un swing state. En 2000, ce fut le seul État de Nouvelle-Angleterre à soutenir la candidature du républicain George W. Bush (par six mille voix d'avance). En 2004, les électeurs de l'État lui préférèrent John Kerry par neuf mille voix d'avance. Le New Hampshire fut alors le seul État à basculer vers les démocrates. En 2008, les électeurs du New Hampshire ont également choisi le candidat démocrate Barack Obama contre John McCain. En 2016, les électeurs du New Hampshire, swing state, votent pour Hillary Clinton, après avoir voté Bernie Sanders aux primaires démocrates de la même année.

### Élections fédérales
Après les élections de 2016, le New Hampshire est représenté par quatre femmes démocrates au Congrès, une première dans le pays. Les deux sièges de représentants sont détenus par Carol Shea-Porter — ayant battu le républicain sortant Frank Guinta dans le 1er district — et Ann McLane Kuster dans le 2e district. Au Sénat, l'État est représenté par Jeanne Shaheen et l'ancienne gouverneure Maggie Hassan, qui est élue de justesse face à la sénatrice sortante Kelly Ayotte.

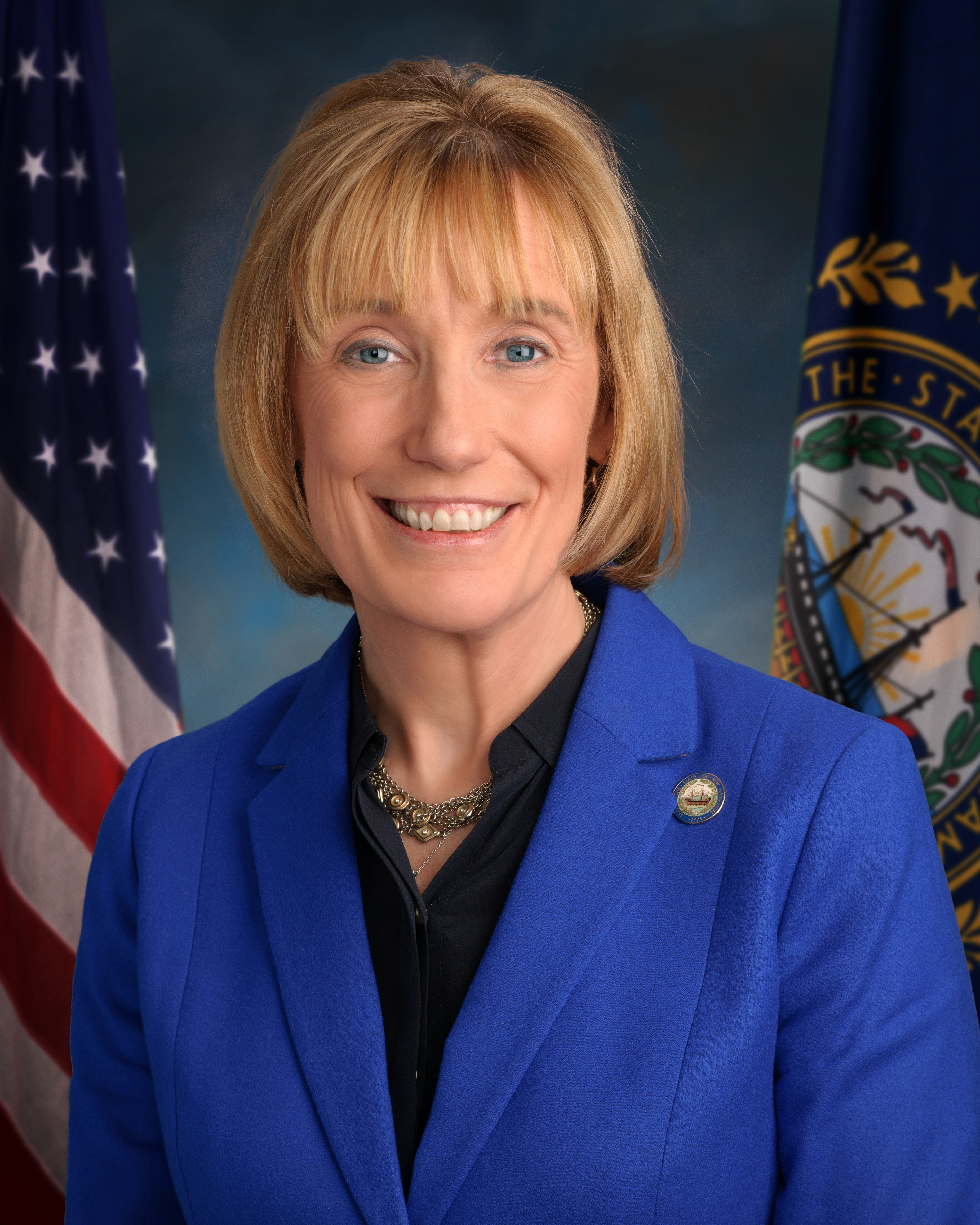
Maggie Hassan, sénatrice fédérale depuis 2017.
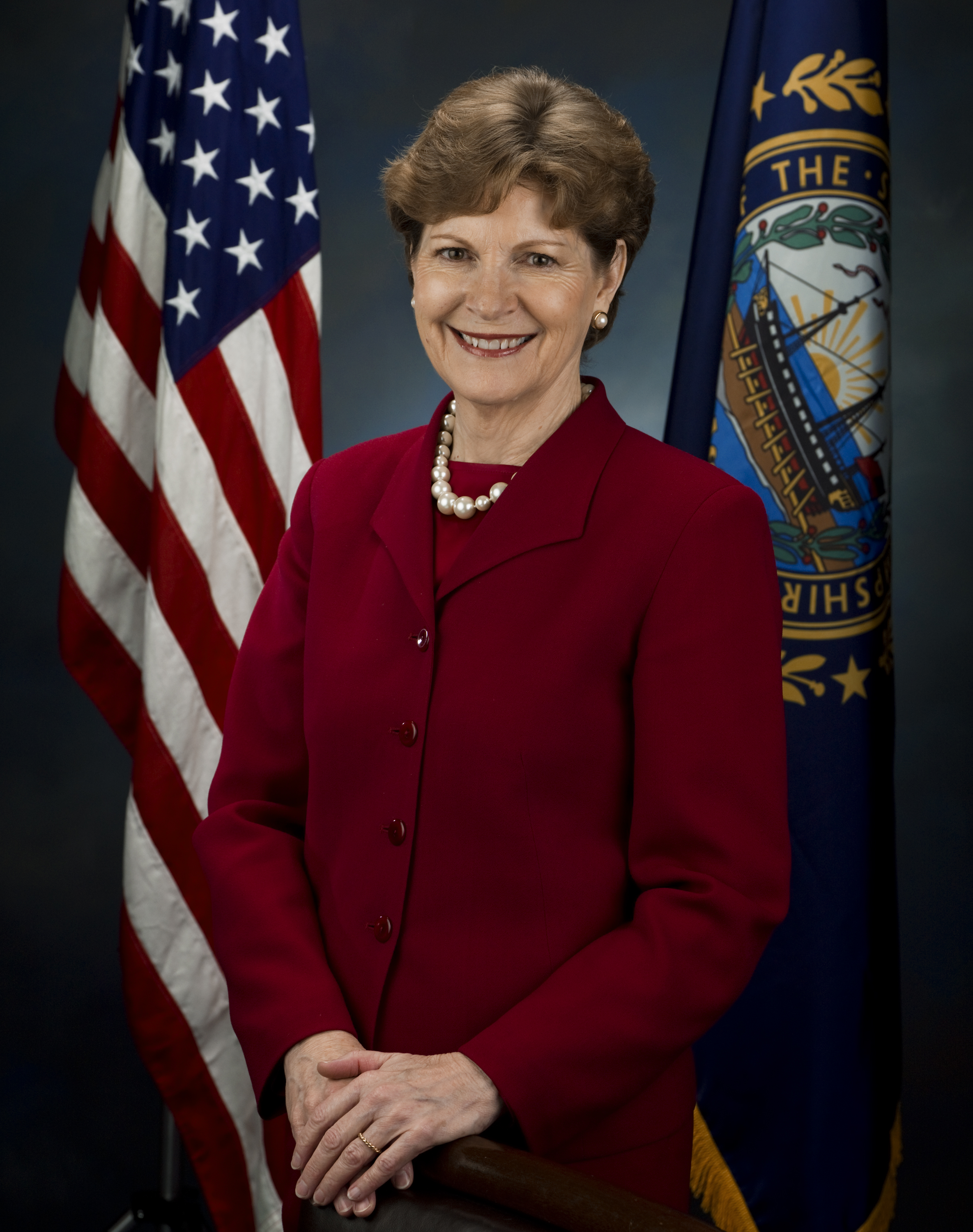
Jeanne Shaheen, sénatrice fédérale depuis 2009.

### Élections locales
Le gouverneur du New Hampshire est élu tous les deux ans. Après Chris Sununu, premier gouverneur républicain de l'État depuis douze ans, élu en 2017, c'est Kelly Ayotte, également républicaine, qui occupe la fonction depuis le 9 janvier 2025.
Les deux chambres de l'État sont traditionnellement majoritairement acquises aux républicains (à l'exception notable de la période 2007-2011). À partir de janvier 2011, les républicains y disposent de majorités inédites depuis 1984 qui leur permettent de pouvoir outrepasser le veto du gouverneur pour les propositions de lois. En 2025 à l'Assemblée, les républicains y détiennent 221 sièges contre 177 aux démocrates. Au Sénat, sur 24 sièges, les républicains y disposent de 16 élus contre 8 démocrates.

## Économie
Le tourisme est maintenant le deuxième secteur dans l'économie. De plus, on retrouve 38 chambres de commerce locales au New Hampshire.

## Universités
On retrouve 27 universités au New Hampshire,, :
- Antioch University New England
- Chester College of New England
- Colby-Sawyer College
- Daniel Webster College
- Dartmouth College
- Franklin Pierce Law Center
- Université Franklin Pierce
- Granite State College
- Great Bay Community College
- Hesser College
- Keene State College
- Lakes Region Community College
- Lebanon College
- Manchester Community College
- Nashua Community College
- New Hampshire Institute of Art

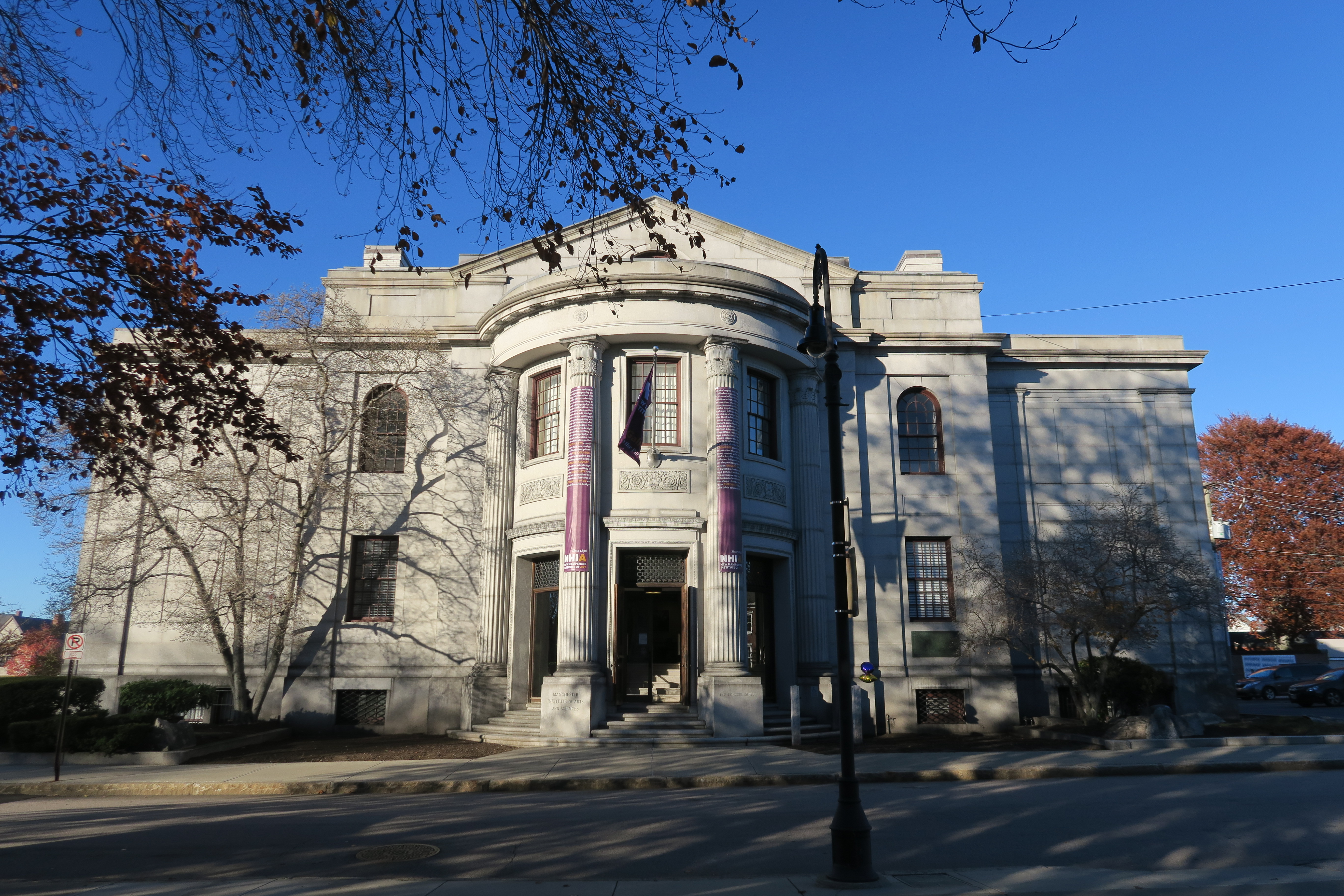
New Hampshire Institute of Art, Manchester.

- NHTI-Concord’s Community College
- Université d'État de Plymouth
- River Valley Community College
- Rivier College
- Saint Anselm College
- Seacoast Career Schools
- Université du sud du New Hampshire
- The Salter School of Nursing and Allied Health
- University of New Hampshire at Manchester
- University of New Hampshire-Main Campus
- White Mountains Community College.

## Sport
- Monarchs de Manchester (ECHL)
- New Hampshire Motor Speedway Nascar Sprint cup, Nationwide et Truck Series

## Culture

### Gastronomie

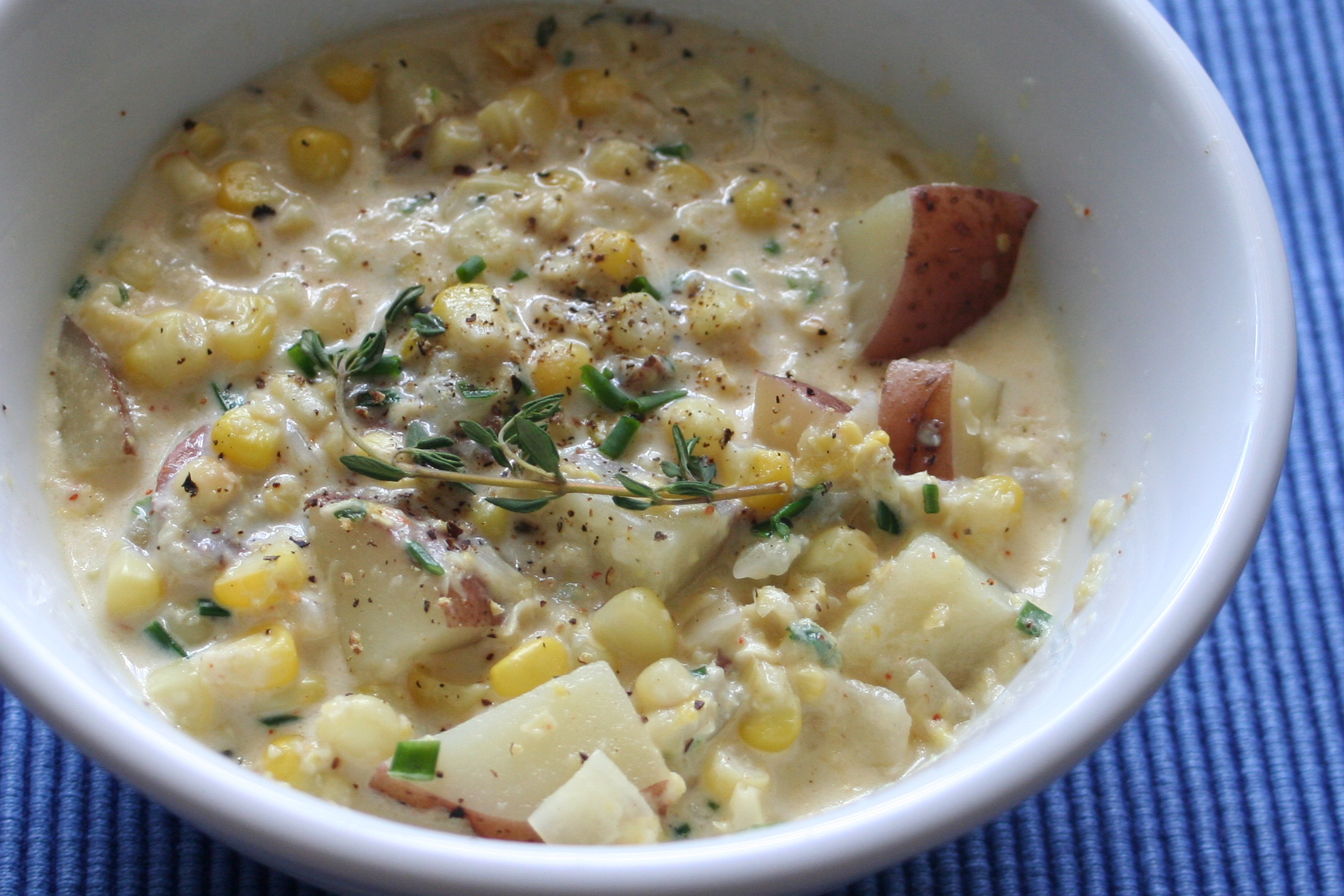
On retrouve au New Hampshire le corn chowder.

Au New Hampshire on retrouve des fruits de mer et beaucoup de produits locaux. On retrouve aussi des pommes, des produits de l'érable et des produits laitiers. Enfin on retrouve des plats typiques tels : du homard, le corn chowder, les  maple bars et la maple syrup snow.

### Dans la littérature
- John Irving a écrit de nombreux romans ayant pour cadre le New Hampshire.